# GNUnet
GNUnet es un software libre para redes  P2P descentralizadas. Este marco ofrece cifrado a nivel de capa de red y localización de recursos. Los pares de GNUnet monitorizan el comportamiento de otros pares, con respecto al uso de recursos; los pares que contribuyen a la red son recompensados con un mejor servicio.
El código fuente se ha escrito en C, pero hay un esfuerzo con Freeway para producir una versión compatible escrita en Java. Actualmente GNUnet funciona bajo GNU/Linux, BSD, Mac OS X, Solaris y Windows.
Forma parte del proyecto GNU.

## Intercambio de archivos
Su principal aplicación es el anonimato y la resistencia a la censura, permitiendo que los usuarios publiquen u obtengan información anónimamente.
El servicio de intercambio de archivos usa el protocolo anónimo de GNUnet para enrutar solicitudes y respuestas. Los mensajes de petición enviados son usados para buscar contenido y paquetes de información. Dependiendo de la carga del nodo de reenvío, los mensajes son enviados de 0 a más nodos. Cuando un nodo está bajo "presión" abandona peticiones de sus nodos vecinos con menor valor de confianza interna.
GNUnet ofrece la opción "topología Friend-to-friend"  para restringir las conexiones únicamente a los nodos confiables del usuario. Los nodos confiables del usuario (y demás) pueden intercambiar indirectamente archivos con la computadora del usuario, no usando su dirección IP directamente.

## URIs
GNUnet usa URIs (no aprobados por la IANA). La notación URI ha cambiado a largo de las versiones de GNUnet. La siguiente notación es usada desde la versión 0.7.0.
Los URIs de GNUnet consiste principalmente en dos partes: el módulo y el identificador específico del módulo. Un URI de GNUnet tiene la forma gnunet://módulo/identificador donde  módulo es el nombre del módulo e identificador es la serie específica del módulo.

### El módulo ECRS
Los archivos intercambiados con GNUnet son codificados con ECRS (Encoding for Censorship-Resistant Sharing). El identificador del módulo ecrs consiste en cualquiera de los siguientes chk, sks, ksk o loc seguidos de un slash y un valor de categoría específico.
- chk identifica archivos, típicamente: gnunet://ecrs/chk/[hash del archivo, usando 0-9A-V].[hash de la solicitud, usando 0-9A-V].[tamaño del archivo en bytes]
- sks identifica archivos dentro de los espacios del nombre, típicamente: gnunet://ecrs/sks/NAMESPACE/IDENTIFICADOR
- ksk identifica solicitudes de búsqueda, típicamente: gnunet://ecrs/ksk/PALABRA CLAVE[+PALABRA CLAVE]
- loc identifica un dato en una máquina específica, típicamente: gnunet://ecrs/loc/PEER/SOLICITUD.TIPO.CLAVE.TAMAÑO

#### Ejemplos
Un tipo de intercambio de archivos con GNUnet apuntando a una copia del texto de la licencia GNU GPL:
```
gnunet://ecrs/chk/9E4MDN4VULE8KJG6U1C8FKH5HA8C5CHSJTILRTTPGK8MJ6VH\
ORERHE68JU8Q0FDTOH1DGLUJ3NLE99N0ML0N9PIBAGKG7MNPBTT6UKG.1I823C58O3L\
KS24LLI9KB384LH82LGF9GUQRJHACCUINSCQH36SI4NF88CMAET3T3BHI93D4S0M5CC\
6MVDL1K8GFKVBN69Q6T307U6O.17992
```

Otro tipo de intercambio de archivos con GNUnet, apuntando a los resultados de una búsqueda con la palabra clave "gpl":
```
gnunet://ecrs/ksk/gpl
```

### Chat
Aunque a modo de prueba más que como una aplicación completa, se ha implementado una función trivial de chat.